# TWIN (六田登の漫画)
『TWIN』（ツイン）は、小学館の『少年ビッグコミック』および後継誌『ヤングサンデー』で1986年から1989年まで連載された六田登の漫画。また、それを原作としたOVA。単行本は小学館から全5巻が刊行されている。

## ストーリー
有数の資産家の娘である響は、オートバイレーサーである一也の追っかけをしていた。ある日、一也が取り巻きの女と浮気する場面を見てしまう。響は自殺をするためにビルの屋上に登るが、その場で喧嘩をするヒョオと出会う。死に場所を求めて彷徨うヒョオであったが、響と一也のトラブルに巻き込まれ、オートバイと出会い、そしてサーキットで走り出す。

## 登場人物
- 日野ヒョオ：田中秀幸
- 内田響：山本百合子
- 龍：戸谷公次
- 一也：矢尾一樹
- 五味：辻村真人
- 千葉繁
- 二又一成
- 小川真司
- 塩屋浩三
- 江森浩子
- 達依久子

## OVA
1989年1月24日に『爆走サーキット・ロマン TWIN』のタイトルでOVA化された。  

### スタッフ
- 総監督・絵コンテ：石黒昇
- 監督：関田修
- 脚本：山田隆司
- キャラクターデザイン・作画監督：二宮常雄
- メカニックデザイン・メカ作画監督：遠藤栄一
- 美術監督：東潤一
- 撮影監督：沖野雅英
- 音響監督：大熊昭
- プロデューサー：伊藤直克、吉田孝雄
- アニメーション制作：ライフワーク
- 製作：ジャパンホームビデオ